# Pseudobrickellia
Pseudobrickellia, rod glavočika, dio tribusa Eupatorieae. Postoje 3 vrste, sve su brazilski endemi.

## Opis
Rod Pseudobrickellia uključuje 2 grmolike vrste iz Brazila. Za rod je karakteristično gusto i spiralno raspoređeno lišće, zajedno s proširenom i dlakavom bazom i raširenim granama stila.

## Vrste
1. Pseudobrickellia angustissima (Baker) R.M.King & H.Rob.
2. Pseudobrickellia brasiliensis (Spreng.) R.M.King & H.Rob.
3. Pseudobrickellia irwinii R.M.King & H.Rob.

## Sinonimi
Nema.